# Bululú
A bululú spanyol színházelméleti fogalom, olyan vándorszínészt jelentett, aki gyalogosan járta a vidéket, és ahol fellépett, egymaga adott elő többszereplős színdarabokat. A 16. század elejétől a 18. század végéig voltak népszerűek az ilyen vándorszínészek, akik főleg falvakban, vidéki kisvárosokban léptek fel ünnepek, vásárok idején.
A foglalkozás sikeres űzéséhez elengedhetetlen volt az a képesség, hogy a színész kaméleonszerűen tudja váltogatni hangszínét, hanghordozását, mozgásvilágát és szóhasználatát, de a nézőktől is bőséges, élénk fantáziát igényelt ez a színjátszási forma. A karakter sok szempontból hasonlítható a mai humoristák karakteréhez.

## Előfordulása a spanyol irodalomban
Legjobb leírását Agustín de Rojas Villandrando adta 1604-ben megjelent Mulatságos utazás (Viaje entretenido) című, komoly színháztörténeti értékű munkájában, ahol a szerző a vándorszínészek és utcaszínészek nyolc típusát írta le; a bululút, a ñaquét, a gangarillát, a cambaleót, a garnachát, a bojigangát, a farándulát és a compañíát.
Megjelenik a kifejezés 1646-ban Estebanillo Gonzáleznél, némileg eltérő értelemben, bolulu írásmóddal; más későbbi kiadásokban felbukkan a szó bolulo és bolula formában is, Angel Valbuena Prat 1943-ban kiadott, A spanyol pikareszk regény (La novela picaresca española) című tanulmányában pedig bolulu változatban szerepel. Francisco de Quevedo a Sueños y discursos című művében ugyanazt a bululú írásmódot alkalmazza, mint amit Rojas Villandrado használt, és ami 1822 óta hivatalos szótári alaknak is számít.

## Fordítás
Ez a szócikk részben vagy egészben  a   Bululú című spanyol Wikipédia-szócikk fordításán alapul.  Az eredeti cikk szerkesztőit annak laptörténete sorolja fel. Ez a jelzés csupán a megfogalmazás eredetét és a szerzői jogokat jelzi, nem szolgál a cikkben szereplő információk forrásmegjelöléseként.